# Camp Julien
Camp Julien war ein Feldlager in Afghanistan der kanadischen Streitkräfte vom Frühling 2003 bis zum 29. November 2005 im Südwesten von Kabul, in der Nähe des Darul-Aman-Palastes. Die Größe des umzäunten Geländes betrug etwa 1 Kilometer mal 0,5 Kilometer.  
Während der kanadischen Operation Athena war dieses Feldlager der Hauptstützpunkt der kanadischen Soldaten. Bereits im August 2003 waren 1.950 kanadische Soldaten vor Ort, ergänzt um etwa 400 internationale, zivile Arbeiter. 